# 曆書時
曆書時（ET）是過去用於天體的星曆表中，特別是太陽（從地球觀測）、月球、行星和其他許多太陽系內天體位置所用的時間尺度，但現在已經廢棄不用了。這不同於世界時（UT）：依據地球繞軸自轉制定的時間尺度。曆書時已經在1976年經國際天文聯合會議決由地球力學時（Terrestrial Dynamical Time，TDT）與質心力學時（Barycentric Dynamical Time，TDB）取代，在1991年TDT重新更名為地球時（Terrestrial Time，TT）。
在19世紀末期，地球的自轉（也就是說日的長度）被發現不僅不規則，而且在增長中。事實上，觀測太陽、月球和行星的位置與星曆表比較，是確定時間更好的方法。
以紐康在1895年依據太陽視運動編輯的星曆表，國際單位制的秒在1960年被定義為：
自曆書時1900年1月0日12時起算的回歸年的31,556,925.9747分之一為一秒
銫原子鐘在1955年開始運轉，並且很明顯地顯示出地球自轉的任意起伏，證實了平太陽秒完全不適宜做為世界時的時間測量單位。經過三年的比較和觀測月球的位置，確定了曆書秒相當於9,192,631,770週期的銫共振，在1960年和1984年之間的國際單位秒被定義成和原子秒一致。

## 修正

ΔT vs. time from 1657 to 1984

在1976年，國際天文學聯合會確認曆書時的理論依據是非相對論性的，因此，從1984年起曆書時將由兩個相對性的時間尺度，建立在力學時間尺度上的地球力學時和質心力學時來取代。為了實用的目的，曆書秒的長度和TDT或TBD的秒完全一樣。
曆書時和世界時的差異為ΔT，它會規則的改變，但是在長期項上傾向拋物線，從古代逐漸遞減到19世紀，然後開始以每年約0.7秒的速率增加（參見閏秒）。國際原子時（International Atomic Time，TAI）被設定在1958年1月1日0:00:00與UT2相同。在當時，ΔT已經大約是32.18秒，原子時和地球時（曆書時的接班者）以後的差量被定義如下式：
1977 年1月1.0003725 TT = 1977年1月1.0000000 TAI, 也就是
ET - TAI = 32.184秒
相差的數值被假設為常數 － 地球時和原子時被設計成是相同的。

## 文內注釋
1. ↑  IERS Rapid Service/Prediction Center (c. 1986). Historic Delta T and LOD （页面存档备份，存于）. Source attributed data to McCarthy and Babcock (1986) . Retrieved December 2009.